# Brooks Stevens
Clifford Brooks Stevens, född 7 juni 1911 i Milwaukee, Wisconsin, avliden 4 januari 1995 i samma stad var en amerikansk industridesigner.
Stevens startade sitt eget  designföretag Brooks Stevens, Inc. 1934. Företaget arbetar med industridesign, grafisk formgivning med mera.

## Design av Brooks Stevens

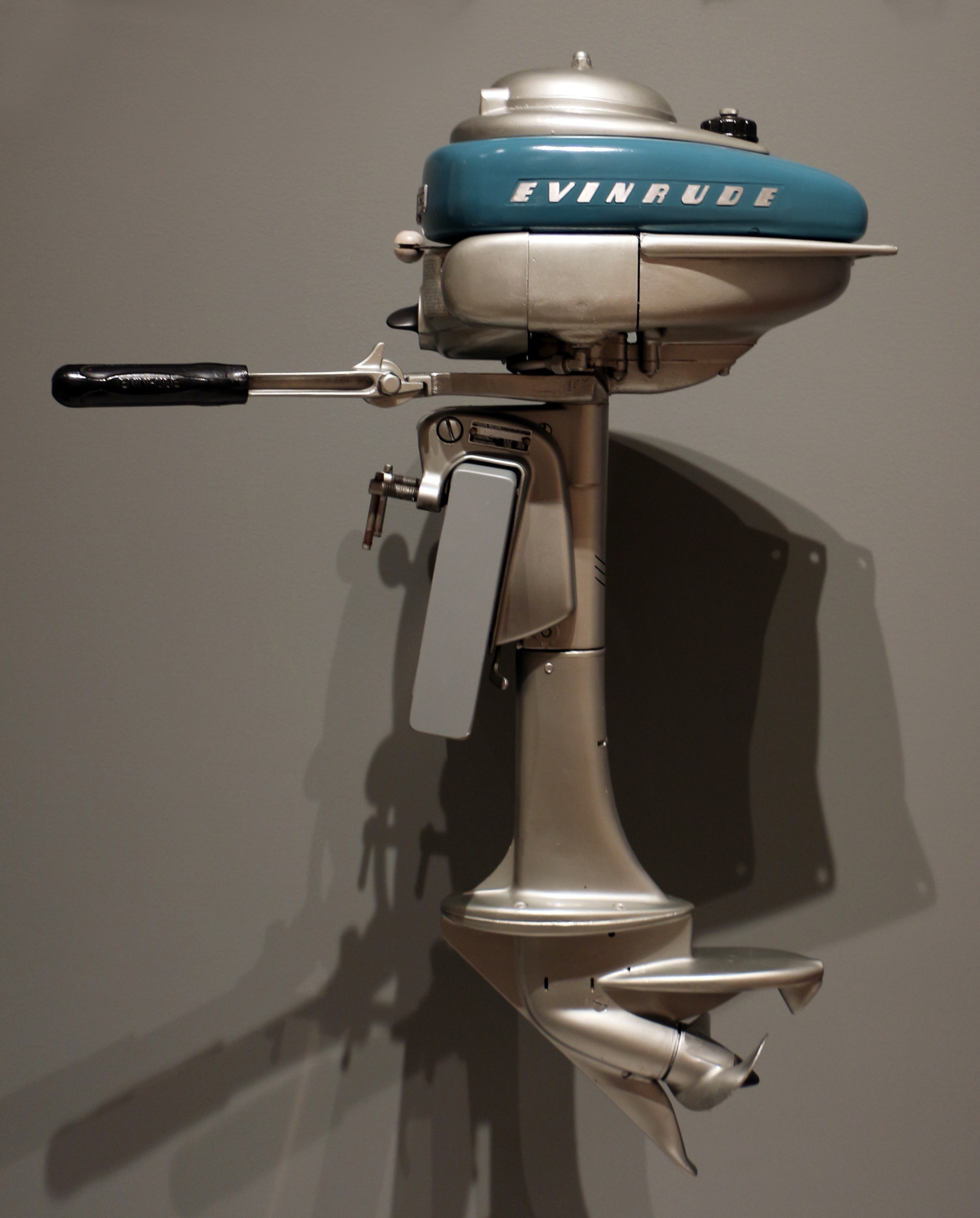
Evinrude utombordsmotor 1947.
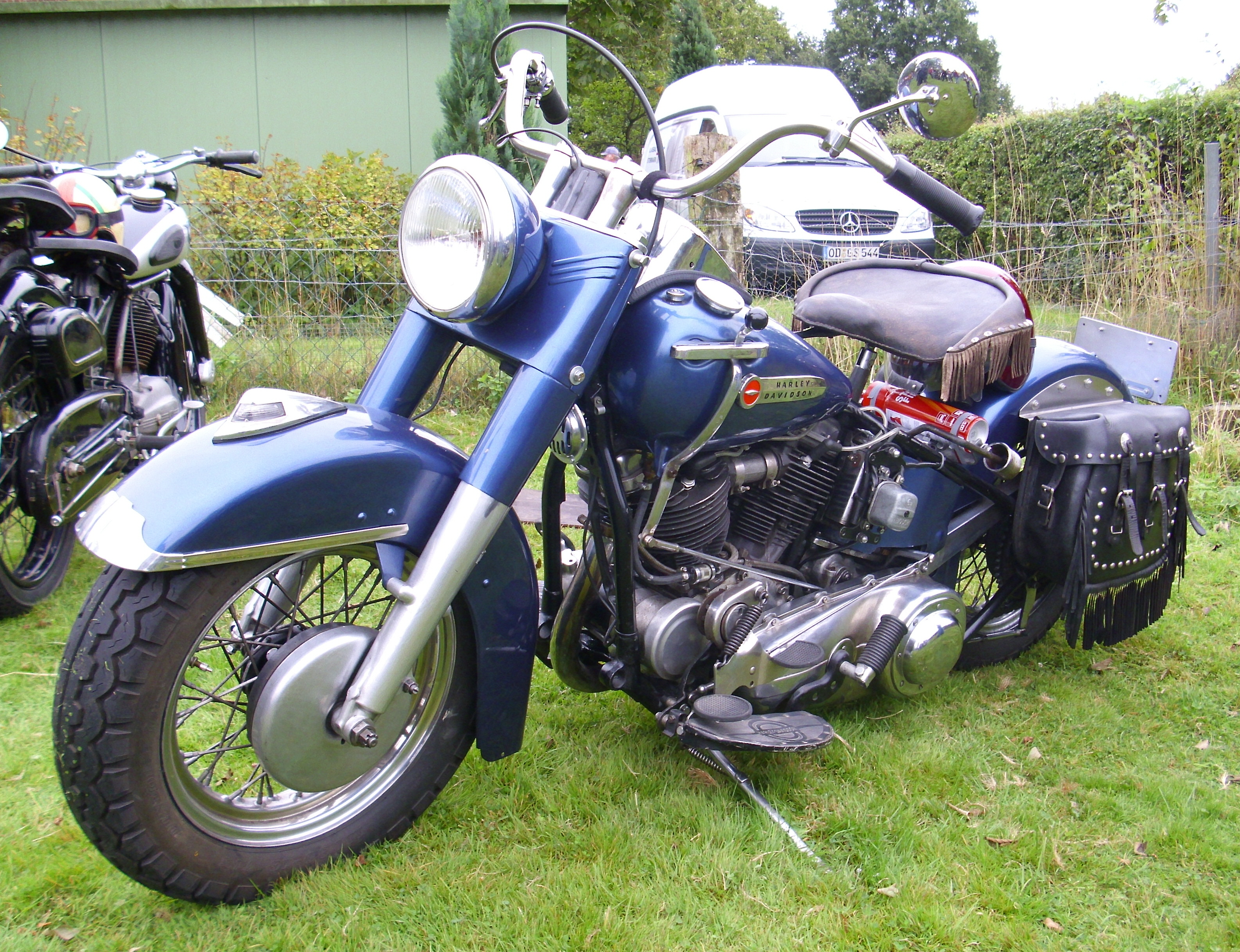
Harley-Davidson Hydra-Glide.
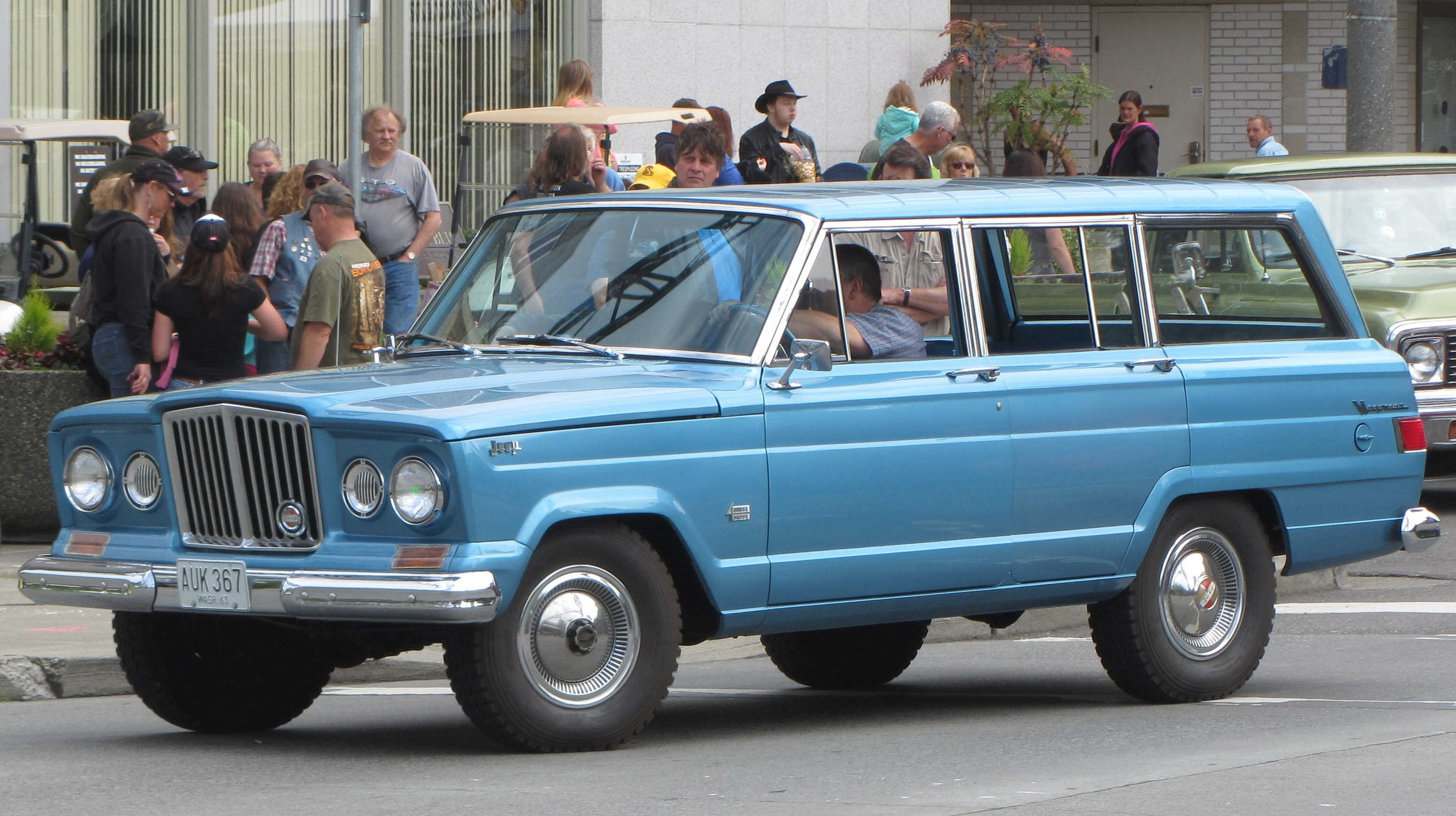
Jeep Wagoneer 1963.